# Odorico D'Andrea
José D'Andrea Valeri (Montorio al Vomano, 5 de marzo de 1916-Matagalpa, 22 de marzo de 1990), conocido como «Siervo de Dios» o padre «Odorico D'Andrea», fue un religioso católico italo nicaragüense misionero de la Orden de los Franciscanos Menores, dedicado a la misión en las comunidades del municipio de San Rafael del Norte en el departamento de Jinotega al norte de Nicaragua. Fue fundador de la «Orden de las Hermanas Franciscanas Peregrinas del Inmaculado Corazón de María», junto al padre Francisco Javier Munguía Alvarado, párroco de la parroquia de «Nuestra Señora de Lourdes» en La Concordia.

## Religión

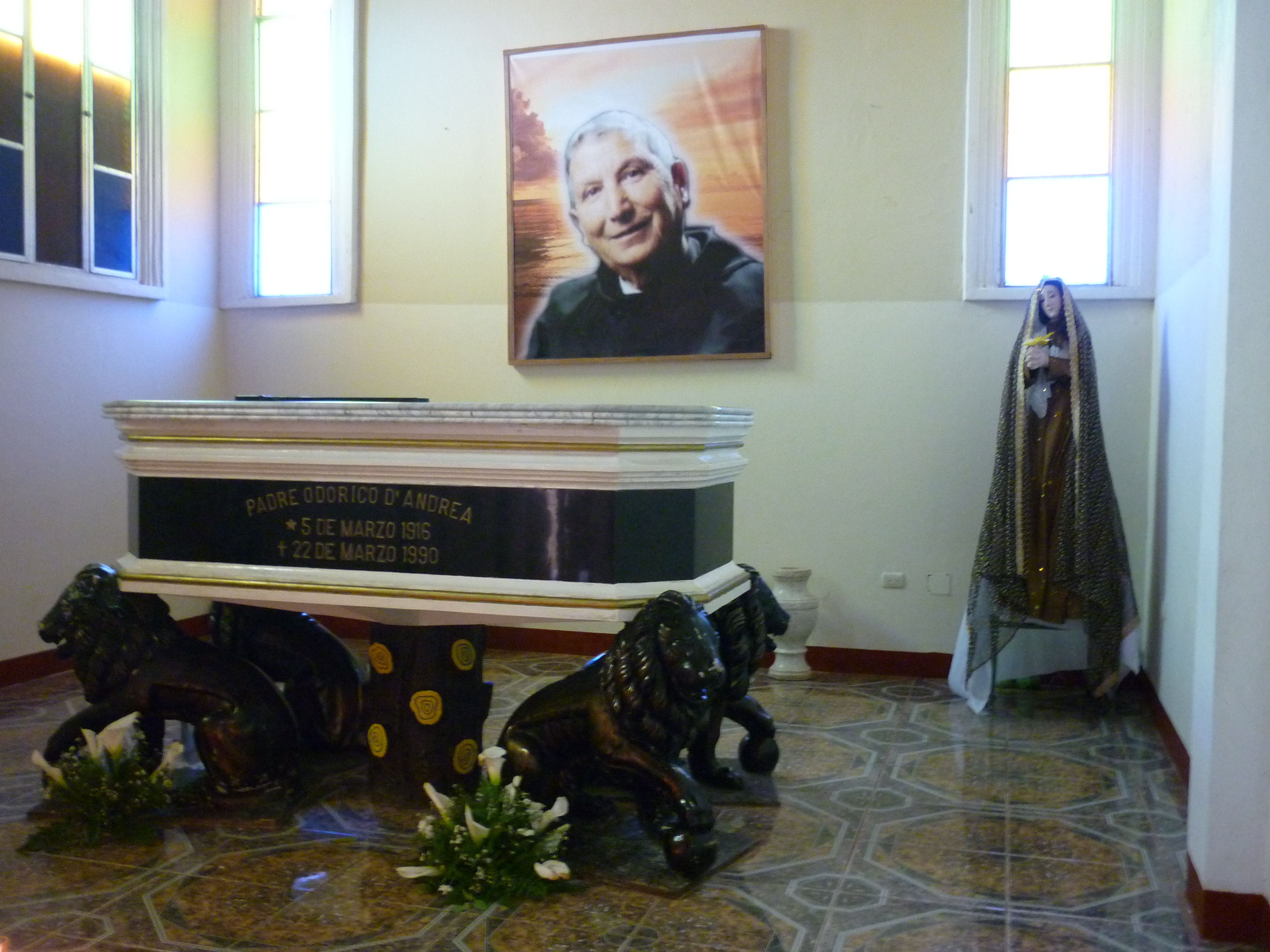
Sarcófago con los restos mortales del Padre Odorico D` Andrea en San Rafael del Norte, Jinotega

Fray «Odorico D'Andrea», fraile franciscano de origen italiano que realizó su labor pastoral en San Rafael del Norte, «Siervo de Dios» con causa de beatificación en la Santa Sede.

## Biografía
Nació el 5 de marzo de 1916 en la Ciudad italiana de Montorio al Vomano, hijo de padres católicos Antonio D'Andrea y  Ana Rosa Valeri. 
El 26 de septiembre de 1930 ingresa al Seminario Menor Franciscano de Citta di Castello. Viste el hábito franciscano el 10 de septiembre de 1933, en el noviciado de la SS. Anunziata en Amelia, y adopta allí el nombre de Odorico.
El 25 de abril de 1942 recibe la ordenación sacerdotal en «Santa María de los Ángeles». Después de un breve período en el Seminario de Farneto, en 1945 se traslada a los Conventos de Amelia, Lugnano y Pantanelli, desde donde ejerce el apostolado itinerante en Toscolano, Melezzole Morre y Attigliano.
En 1952 solicita a los superiores ser enviado a la Misión de Nicaragua. Llega a Nicaragua el 26 de agosto de 1953 y es destinado a la Casa de San José en Matagalpa.

## Labor social
Se le ha considerado «profeta y reconciliador de paz» en Nicaragua por la iglesia católica en el tiempo de la guerra; por agrupar grupos «Contras» con el Ejército Popular Sandinista el 3 de mayo de 1988  en el campo «María Reina de La Paz» frente a la capilla «Nuestra Señora del Perpetuo Socorro» en la comunidad «La Naranja» ubicada a 10 km al norte del Centro Escolar «Divino Niño» en Sisle.

Las dos fuerzas armadas se sentaron, y muy respetuosamente, ante la gran autoridad moral y religiosa del padre Odorico, escucharon su misa, y el momento cumbre llegó cuando ambos bandos se estrecharon en un fraternal abrazo durante el saludo de paz en la misa
Diario La prensa

Reconstruyó la ermita de San Rafael del Norte y de la Comunidad de La Concordia (1962). Inició la construcción del Hospital de San Rafael (1964). Gestionó la instalación de agua potable para San Rafael del Norte y la Comunidad de «Sabana Grande» (1965). Construyó «la ermita del Tepeyac», y la casa de retiro el «Tepeyac» (1966), lugar donde se celebra el Vía crucis más famoso de Nicaragua. Construyó la escuela de la Comunidad de San Marcos y un dispensario médico (1967). Construyó la casa para médicos y enfermos (1947).

## Fray Odorico D´Andrea
El padre Odorico proveniente de la orden franciscana, llegó entre el rumor de los pinos, en aquellos tiempos en que el día y la noche se confundían entre la niebla. Era 1954, fue designado para atender el pequeño pueblecito de San Rafael del Norte. Como sabemos era un caserío pacífico que no vislumbraba progreso, con la llegada del padre, San Rafael empezó a crecer. El padre hizo un apostolado de servicio impulsando muchas obras que permitieron mejorar la calidad de vida sus habitantes, a su paso sembró el evangelio con su ejemplo de vida, convirtiéndose en el heredero de Francisco de Asís. El padre Odorico era el penitenciario de la prelatura de Jinotega, tenía un día de la semana asignado para confesar en la iglesia San Juan, donde le aguardaba una extensa fila de creyentes esperando su absolución. Recuerdo paralelamente al padre Pío de Pietrelchina, y es que en él habitada un extraño “don divino”, podía ver el corazón de la gente la que busca en él una inmediata intercesión con Dios. Tenía el humilde fraile un aura de santidad, por sus notables virtudes y su espíritu de oración. Sus predilectos eran los pobres. Se contaban de él muchas cosas con un carácter sobrenatural. Pudo conciliar en el abrazo de la paz a los miembros de la guerrilla que combatían en las montañas del norte. Conspicua fue la santidad del padre en vida, y luego tras su muerte llegando a ser un fenómeno eclesial extendido por toda Jinotega y Nicaragua. No pasó mucho para que la orden franciscana en poco tiempo iniciara la causa de beatificación y canonización. Examinadas todas las circunstancias en el año 2002, la Santa Sede, concedió el título de Siervo de Dios al padre Odorico D´ Andrea. El 17 de octubre del 2006 fue exhumando y hallado incorrupto por un grupo de sacerdotes de la orden franciscana y otros miembros del clero de la diócesis.

## Su muerte
Murió a causa de un bloqueo completo de la aurícula izquierda del corazón (22 de marzo de 1990). A su entierro asistieron más de diez mil personas.
Su cuerpo fue colocado, luego de ser exhumado en un sarcófago dentro de la capilla de «El Tepeyac» por él construida. Con esto se dio paso al proceso de canonización del ahora llamado "Siervo de Dios". En el 2002 el Obispo de Asís, Monseñor Sergio Goretti, inició la apertura del proceso.

## Conmemoración
El pueblo de San Rafael del Norte recuerda su partida cada año el 22 de marzo. Se realizan celebraciones católicas en el Santuario Franciscano «El Tepeyac» o en el campo de «La Divina Providencia» un domingo antes o después del 22 de marzo a las 11:00 de la mañana desde que fue puesto su Sarcófago con los restos mortales en el Tepeyac. Miles de personas llegan a pie, en bus, en moto, en auto, en bicicleta o a caballo desde   comunidades rurales y áreas urbanas de otros  municipios del departamento de  Jinotega, Estelí, Nueva Segovia, Madriz, Matagalpa, Managua y otros lugares lejanos de Nicaragua y también de otros países. Los peregrinos conocen su historia, su labor social a través de personas que lo conocieron en vida y han escuchado milagros que ha hecho a los creyentes.